# Euler-tétel (geometria)

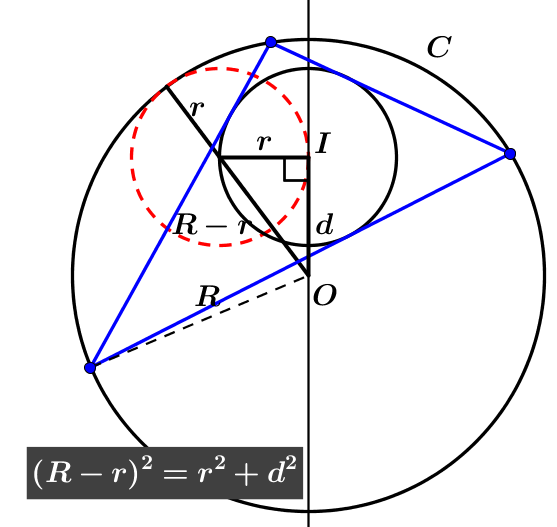
Kékkel a háromszög, szaggatottal a beírt kör eltoltja

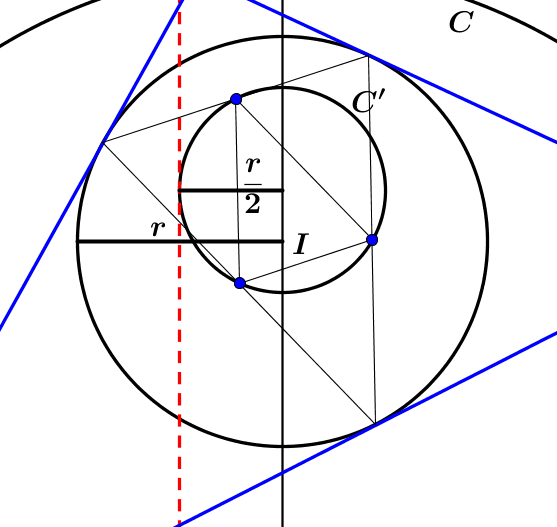
A beírt/hozzáírt körre való inverzió után

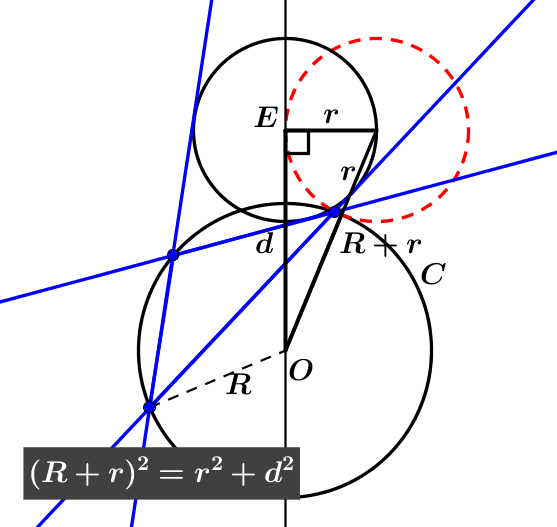
Mint az ábra mutatja, hozzáírt körre is teljesül a lemma

Az euklideszi síkgeometriában az Euler-tétel teremt kapcsolatot egy háromszög beírt (hozzáírt) körének, körülírt körének sugara, és a középpontjaik távolsága közt. Nevezetesen:
(R - r)2 = r2 + d2
ahol R a körülírt, r a beírt kör sugara, d a középpontjaik távolsága.
Beírt helyett hozzáírt körre a képlet:
(R + r)2 = r2 + d2
ahol r a háromszög egyik hozzáírt körének sugara, d a középpontja és a körülírt körének középpontjának távolsága.
A tételt Leonhard Euler svájci matematikusról nevezték el, aki 1767-ben publikálta, jóllehet, már előtte, 1746-ban William Chapple is megtette.

## Bizonyítás
Lemma: ha a beírt (hozzáírt) kört eltoljuk a centrálisra merőlegesen úgy, hogy a kép középpontja ráessen a beírt (hozzáírt) körre, akkor ez a kép érinteni fogja a körülírt kört.
A lemmából egy Pitagorasz-tétellel megkaphatjuk Euler-tételét.
A lemma bizonyítása: alkalmazzunk a beírt (hozzáírt) körre való inverziót. A körülírt kör (C) képének a középpontja is rajta lesz az beírt (hozzáírt) - körülírt kör centrálisán, sugara r/2 lesz, mert az érintési pontok által alkotott háromszögnek a beírt (hozzáírt) kör a körülírt köre, a csúcsok inverzei pedig az érintési pontok felezőpontjai lesznek, azaz a körülírt kör képe az érintési pontokból álló háromszög Feuerbach-köre, azaz r/2 sugarú. A beírt (hozzáírt) kör eltoltjának képe pedig egy IO/EO-val párhuzamos egyenes (ahol I és E a be- és hozzáírt körök, O a háromszög köré írt körnek középpontja), és attól r/2 távolságra lesz mert nem inverzként a legtávolabbi pontja éppen 2r távolságra volt, tehát az inverz képeik érintik egymást, tehát a köréírt kör és a beírt (hozzáírt) kör eltoltja is.

## Megfordítása
Két kör minden olyan kompozíciójába, ahol teljesül az összefüggés, lehet húr-érintő háromszöget írni.

## Kapcsolódó fogalmak

### Euler-egyenlőtlenség
Az Euler-egyenlőtlenség azt mondja ki, hogy egy háromszög köré írt kör sugara mindig nagyobb egyenlő, mint a háromszög beírt körének kétszerese:
R >= 2r